# Đông Thái
Đông Thái là một xã thuộc huyện An Biên, tỉnh Kiên Giang, Việt Nam.

## Địa lý
Xã Đông Thái có diện tích 59,36 km², dân số năm 2020 là 16.409 người, mật độ dân số đạt 275 người/km².

## Hành chính
Xã Đông Thái được chia thành 13 ấp: Bảy Chợ, Dân Quân, Đông Thành, Kinh 1, Kinh 1A, Kinh Làng, Kinh Làng Đông, Nam Quý, Phú Hưởng, Phú Lâm, Thành Trung, Trung Quý, Trung Xinh.

## Lịch sử
Sau năm 1975, Đông Thái là một xã thuộc huyện An Biên.
Ngày 17 tháng 2 năm 1979, Hội đồng Chính phủ ban hành Quyết định 50-CP về việc chia xã Đông Thái thành 4 xã lấy tên là xã Đông Thái, xã Trung Thái, xã Bắc Thái và xã Nam Thái.